# Rundfunkbetreuungsstelle
De Rundfunkbetreuungsstelle (RBS) was een nationaalsocialistische organisatie die tijdens de bezetting alle activiteiten van de Nederlandse radio-omroepen moest controleren. De Rundfunkbetreuungsstelle viel onder de directe verantwoordelijkheid van Generalkommissar Fritz Schmidt van het Generalkommissariat zur besonderen Verwendung.
De medewerkers van de Rundfunkbetreuungsstelle controleerden voor de uitzendingen de inhoud en de gesproken teksten van alle radioprogramma's en ze konden tijdens de uitzendingen ingrijpen. Ze konden de communicatie tussen de radiostudio's afluisteren en op elk moment de verbindingen tussen radiostudio's en zenders onderbreken. Daarnaast was de Rundfunkbetreuungsstelle belast met de gelijkschakeling van het Nederlandse omroepbestel. Alle kosten die de Rundfunkbetreuungsstelle maakte moesten door de omroepverenigingen betaald worden.
Soms verplichtte de Rundfunkbetreuungsstelle omroepen om zendtijd in te ruimen voor een bepaald doel. De NCRV en de VARA moesten bijvoorbeeld in juli 1940 zendtijd beschikbaar stellen aan de NSB'er en NVV-voorzitter Hendrik Jan Woudenberg om hem de gelegenheid te geven te reageren op aanvallen in Nederlandstalige uitzendingen van de BBC. Dit betrof waarschijnlijk pesterijen van de nazi's omdat de NCRV en de VARA niet zonder protest wilden instemmen met alle maatregelen die de bezetter nam. In 1940 werd door de nazi's en gelijkgeschakelde omroeporganisaties in de bezette landen een propagandaoorlog gevoerd tegen de BBC.
Aanvankelijk hield de Rundfunkbetreuungsstelle de NSB enigszins op afstand maar in het voorjaar van 1941 werd het bestuur en het personeel van de nieuw opgerichte Rijksradio Omroep toch voor een groot deel uit NSB'ers en NSB-gemachtigden samengesteld.